# Jean-François de La Harpe
Pour les articles homonymes, voir La Harpe.
Jean-François de La Harpe ou Delharpe, né le 20 novembre 1739 à Paris où il est mort le 11 février 1803, est un écrivain et critique français d'origine suisse.

## Biographie
Les nombreux détracteurs de La Harpe affirment qu’il est un enfant trouvé qui doit son nom à la rue de Paris où on l’a découvert. Lui-même déclara en 1790, dans une lettre adressée au Mercure de France, qu’il est issu d’une famille noble du canton de Vaud (Suisse), connue depuis le XIVe siècle. Christopher Todd a pu établir que son père, Jean-François de La Harpe, était bien un officier suisse, ancien capitaine d’artillerie tombé dans le dénuement et dont la mort, en 1749, plongea les siens dans une profonde misère.
Jean-François de La Harpe est alors pris en charge par les Sœurs de la Charité de la paroisse Saint-André-des-Arts. Une bourse lui permet d’entrer au collège d'Harcourt. Il y obtient deux années consécutives le prix de rhétorique et se distingua au Concours général où il remporte le premier prix de discours latin en 1756 et 1757 et le premier prix de discours français en 1757. Des vers composés contre certains de ses maîtres d’école lui valent à retardement, en 1760, quelques semaines d’emprisonnement. En 1764, il épouse la fille d’un cafetier, mais ce mariage n'est pas heureux et les époux se séparent bientôt.
Dès 1759, il publie des Héroïdes dont l’anticléricalisme est remarqué par Fréron, qui le dénonce, mais aussi par Voltaire, qui accorde sa protection à leur auteur. Voltaire, qui le tient en haute estime, lui permettant même de corriger ses vers, le reçoit à Ferney. La Harpe y dérobe à Voltaire le manuscrit du deuxième chant de la Guerre de Genève. Il le publie en 1767, année où il est reçu à l’Académie de Rouen.
Cet incident, qui fait un certain bruit, n’arrête pas l’ascension de La Harpe. En 1771, son Éloge de Fénelon, couronné par l’Académie française, donne lieu à l’intervention de l’archevêque de Paris et du Roi et au rétablissement du visa des docteurs en théologie.

## Une élection controversée à l'Académie française
L’Académie française ressent durement cet épisode, et La Harpe y manque plusieurs fois son entrée. Voltaire, loin de lui tenir rigueur de son larcin (mais peut-être avaient-ils manigancé l’affaire ensemble) met tout son poids pour pousser sa candidature, que repoussent le maréchal-duc de Richelieu et l’avocat général Séguier, qui vont jusqu’à mettre leur démission dans la balance. Mais, Malesherbes s’étant assuré que le Roi ne mettrait pas son veto à cette élection, La Harpe finit par être élu le 13 mai 1776, à trente-sept ans, au fauteuil 21 que le malheureux Colardeau n’a pas eu le temps d’occuper.
En 1779, La Harpe remporte, sous le voile de l’anonymat, avant d’y renoncer, le prix d’éloquence de l’Académie pour son Éloge de Voltaire. À l’Académie, il abandonne D'Alembert, qui a pourtant bataillé pour son élection, et se rallie au parti de Buffon, votant en 1781 pour Bailly contre Condorcet, qui est élu. Il prend le parti des piccinistes contre les gluckistes. Enseignant la littérature au Lycée Thélusson, rédacteur au Mercure de France, La Harpe jouit alors d’une situation très enviable. Il correspond régulièrement avec le tsar Paul Ier, qui l’invite plusieurs fois à sa table lorsqu’il visite la France sous le titre de comte du Nord.

## Favorable à la Révolution
La Harpe embrasse passionnément la cause de la Révolution lorsque celle-ci éclate. Il reprend, en 1793, la rédaction du Mercure qu’il avait abandonnée, s’occupant de la partie littéraire quand Mallet du Pan est chargé de la partie politique. Malgré, ou à cause de, son zèle pour les idées nouvelles, il fait un séjour de quatre mois à la prison du Luxembourg, en 1794.
Ayant occupé sa détention à traduire les psaumes, il en ressort converti et gagné à des opinions beaucoup plus conservatrices. Il se met à fréquenter avec ostentation les églises et, dans son cours du lycée Thélusson, ne cesse d’attaquer violemment les Encyclopédistes. Ces opinions lui valent d’être proscrit après le coup d'État du 18 fructidor an V (1797). Il revient en France après le coup d'État du 18 brumaire an VIII (1799), est proscrit de nouveau en 1802 en raison de ses relations avec les milieux royalistes.
Il se remarie, le 9 août 1797, âgé de 58 ans, avec Louise de Hatte de Longuerue, sa cadette de 35 ans. Mais, cette dernière demande le divorce au bout de quelques semaines.
Il meurt le 11 février 1803, victime de l’épidémie de grippe qui sévit alors dans la capitale. Il est d'abord enterré au cimetière de Saint-Sulpice à Vaugirard avant d'être transféré lors de sa fermeture au cimetière du Père-Lachaise. Son exécuteur testamentaire est son notaire et ami Antoine-Marie-Henri Boulard.

## Jugements
L’un de ses détracteurs, Louis-Sébastien Mercier, a dit de lui, dans sa Néologie de 1801 :

« Or dites-moi, avec vos parallèles, qu'ai-je de commun avec le pédagogue La Harpe, ce fakir littéraire qui a passé sa vie à regarder des cirons au bout de son nez ? Ce petit juge effronté des nations, qui ignore la langue de Milton et de Shakespeare, et qui ne sait pas même la sienne, est-il jamais sorti de la vanité collégiale, de la prévention ignorante ou de la pédanterie académique ? Il est parfaitement inconnu chez l'étranger. Copiste éternel ! C'est ce scholâtre cependant qui juge et calomnie tous ses confrères. Il a remboursé la haine de tous. Mais comme je suis né sans fiel, je ne lui adresse que le dédain, disposé à l'éclairer sur la composition originale, s'il consentait à l'être, ou plutôt s'il ne lui était pas interdit à jamais de comprendre une idée haute. Je ne me serais pas permis ce ton envers lui, s'il n'avait pas indécemment attaqué une foule de gens de lettres recommandables ; mais il faut remettre à sa place un auteur qui n'est au fond qu'un homme de collège et qui s'arme d'une férule qu'on peut aisément lui arracher. »

## Œuvre littéraire
Auteur dramatique abondant mais sans succès, La Harpe a composé des vers, de la prose, des compilations (une Histoire générale des voyages en 32 volumes) mais reste surtout connu comme pédagogue et critique littéraire.

### Œuvres dramatiques
La Harpe a écrit de nombreuses pièces dont la plupart tombèrent et qui sont presque toutes complètement oubliées. Seules Warwick et Philoctète, imitées de Sophocle, eurent un certain succès.
Il faut faire une mention particulière de Mélanie, ou les Vœux forcés, que l’auteur fit imprimer en 1770 mais qui ne fut jouée que le 7 décembre 1791 au Théâtre-Français. Elle reste, selon Jacques Truchet, « la plus curieuse de ses pièces et la plus représentative de l’esprit du temps ». Le sujet – les vœux forcés – pouvait convenir à l’anticléricalisme que La Harpe affichait lorsqu’il composa cette pièce mais beaucoup moins à la censure du temps, ce qui explique qu’elle ne fut jouée qu’après la Révolution. Bien que présentée sous la forme d’une pièce en trois actes et en vers, Mélanie se rapproche du drame qui connaîtra la fortune qu’on sait à la fin du XVIIIe siècle.
Ce rapprochement est d’autant plus piquant que La Harpe a toujours professé le plus grand mépris du drame, qu’il attaque violemment dans sa comédie Molière à la nouvelle salle, écrite pour défendre la Comédie-Française contre les théâtres concurrents.
Par ailleurs, sa Correspondance littéraire, adressée au grand-duc Paul de Russie, est truffée d’anecdotes théâtrales sur les acteurs et les pièces de son temps.
- Le Comte de Warwick  (créée au Théâtre-Français le 7 novembre 1763)
- Timoléon (créée au Théâtre-Français le 1er août 1764)
- Pharamond (1765)
- Mélanie, ou les Vœux forcés (1770)
- Olinde et Sophronie (1774)
- Menzicoff, ou les Exilés (1775)
- Les Barmécides (1778) , créée au Théâtre-Français le 11 juillet 1778. Elle n’a été représentée que onze fois[6]. Voltaire aurait dit à son auteur : « Mon ami, cela ne vaut rien, jamais la tragédie ne passera par ce chemin là[7] »).
- Les Muses rivales, ou l’Apothéose de Voltaire, comédie en 1 acte et en vers libres, créée au Théâtre-Français le 1er février 1779.
- Jeanne de Naples (1781)
- Molière à la nouvelle salle, ou les Audiences de Thalie (1782), créée le 12 avril 1782, comédie en un acte et en vers.
- Philoctète, créée le 16 juin 1783
- Coriolan, créée le 2 mars 1784.
- Virginie, , créée le 11 juillet 1786.

### Œuvres critiques
Le principal ouvrage de La Harpe est son Lycée ou Cours de littérature (paru en 1799), qui rassemble en 18 volumes les leçons qu’il avait données pendant douze ans au lycée. C’est un monument de la critique littéraire. Même si certaines parties sont faibles – celle sur les philosophes antiques notamment – tout ce qui est dit sur l’art dramatique, de Corneille à Voltaire, est admirablement pensé et raisonné, même si c’est la pensée et le raisonnement d’un puriste souvent pointilleux. Les passages concernant les auteurs contemporains, dans lesquels La Harpe attaque avec vigueur le parti philosophique, sont souvent d’une grande drôlerie.
- Commentaire sur Racine, 1795-1796, publié en 1807.
- Commentaire sur Racine (1795-1796, gepubliceerd in 1807)
- De la Guerre déclarée par nos nouveaux tyrans à la raison, à la morale, aux lettres et aux arts (1796)
- Réfutation du livre de l’Esprit (d’Helvétius) (1797)
- Du Fanatisme dans la langue révolutionnaire, ou de la Persécution suscitée par les barbares du 18ième siècle contre la religion chrétienne et ses ministres (1797)
- Lycée, ou, Cours de littérature ancienne et moderne. Tome premier; Tome second; Tome troisième; Tome quatrième; Tome cinquieme; Tome sixieme; Tome septième; Tome neuvième;  Tome dixième; Tome onzieme; `Tome douzième; Tome treizième; Tome quatorzième; Tome quinzième; Tome seizième, 18 parts (1798-1804)

### Œuvres diverses
- L’Alétophile ou l’ami de la Vérité (1758)
- Héroïdes nouvelles, précédées d’un essai sur l’héroïde en général (1759)
- Le Philosophe des Alpes. Ode qui a concouru pour le Prix de l'Académie Françoise en 1762 (1762)
- La Délivrance de Salerne et la fondation du royaume des Deux-Siciles (1765)
- Mélanges littéraires ou épîtres et pièces philosophiques (1765)
- Le Poëte (épître, prix de l’Académie française en 1766)
- Éloge de Charles V (prix de l’Académie française en 1767)
- Des Malheurs de la guerre et des avantages de la paix (1767)
- Eloge de Henri IV, Roi de France (1769)
- Éloge de François de Salignac de La Motte-Fénelon, archevèque-duc de Cambray, précepteur des enfans de France (1771)
- Éloge de Racine (1772)
- La navigation (1773)
- Éloge de La Fontaine (1774)
- Eloge de Nicolas de Catinat, Maréchal de France (1775)
- Conseils à un jeune poète (1775)
- Éloge de Voltaire (1780)
- Tangu et Filine, poème érotique (1780)
- Abrégé de l’histoire générale des voyages, 32 parts (1780) (regarder: https://archive.org/search?query=%27%27Abr%C3%A9g%C3%A9+de+l%E2%80%99histoire+g%C3%A9n%C3%A9rale+des+voyages)
- Réponse d’un solitaire de La Trappe à la lettre de l’abbé de Rancé (1780)
- Le Salut public, ou la Vérité dite à la Convention (1794)
- Acte de garantie pour la liberté individuelle, la sûreté du domicile, et la liberté de la presse (1794)
- Oui ou Non (1795)
- La liberté de la Presse, défendue par La Harpe, contre Chénier (1795)
- De l'Etat des Lettres en Europe, depuis la fin du siècle qui a suivi celui d'Auguste, jusqu'au règne de Louis XIV (1797)
- Le Pseautier en français, traduction nouvelle, avec des notes... précédée d’un discours sur l’esprit des Livres saints et le style des prophètes (1797)
- Correspondance littéraire adressée a son altesse impériale mgr. le grand-duc, aujoud'hui empereur de Russie, et a m. le comte André Schowalow, chambellan de l'impératrice Catherine II. Tome premier; Tome second; Tome troisième; Tome quatrième, (1801-1807)
- Le Camaldule (1802)
- Le Triomphe de la religion, ou le Roi martyr (1814)
- Commentaire sur le théâtre de Voltaire (1814)
- Prédiction de Cazotte, faite en 1788 (1817)
- Les Ruines, ou Voyage en France.